# Internationales Getränkewissenschaftliches Zentrum Weihenstephan

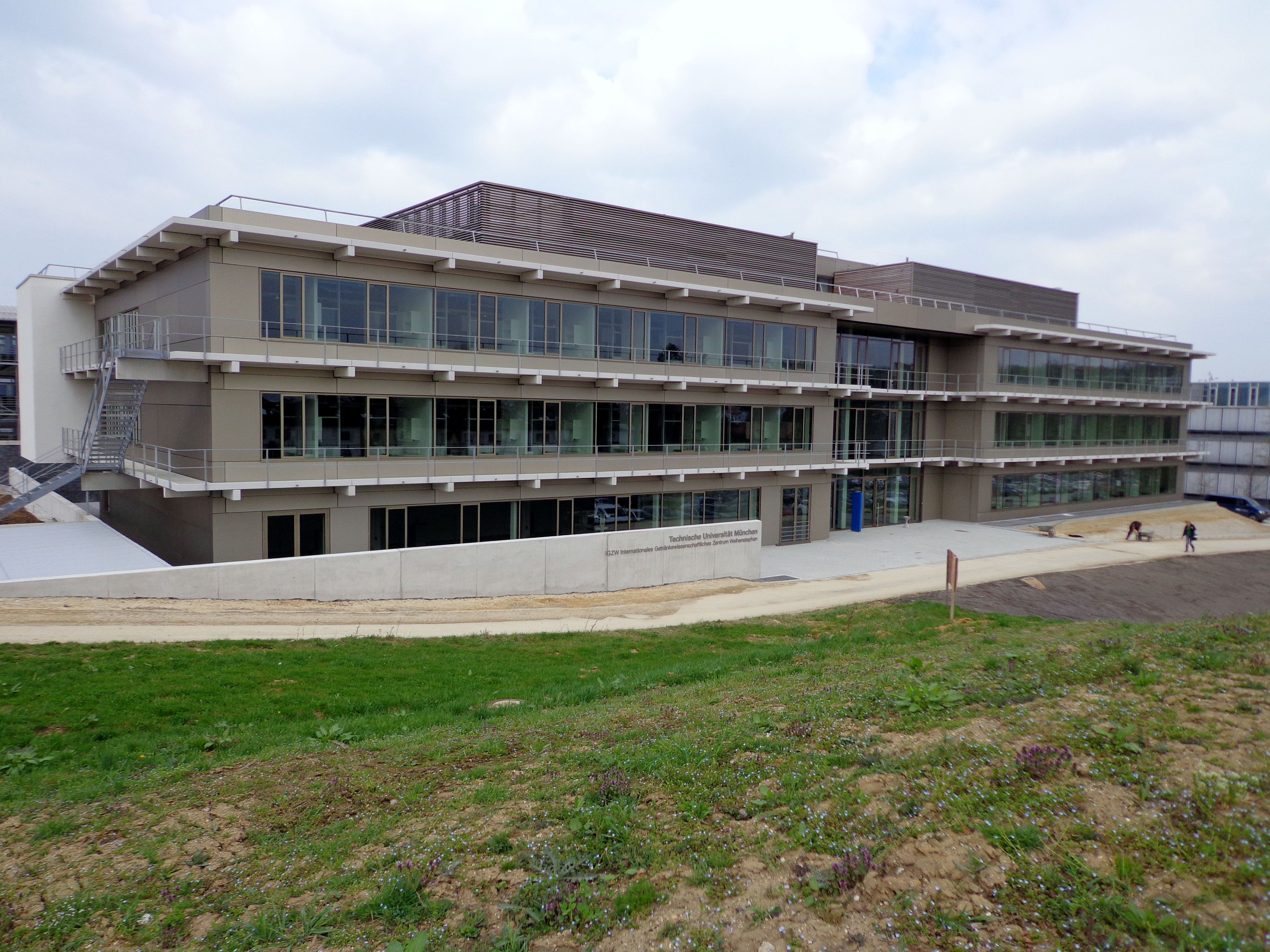
Das Internationale Getränkewissenschaftliche Zentrum Weihenstephan (iGZW)

Das Internationale Getränkewissenschaftliche Zentrum Weihenstephan (iGZW) ist ein Forschungszentrum der Technischen Universität München am Campus Freising-Weihenstephan, TUM School of Life Sciences. Es wurde am 22. April 2013 seiner Bestimmung übergeben. Die Bundesrepublik Deutschland beteiligte sich zu 50 Prozent an der Finanzierung, die 22 Millionen Euro umfasste. Das iGZW hat eine Nutzfläche von 4.200 Quadratmetern und die TUM hat rund eine Million Euro zur apparativen Ausstattung beigesteuert.

## Zweck des Zentrums
Das Zentrum soll die gesamte Prozesskette der Getränkeforschung abbilden, von den molekularbiologischen Grundlagen über biotechnologische Verfahren bis hin zum fertigen Produkt. In seinen Laboratorien soll die natur- und ingenieurwissenschaftliche Forschung im Bereich der modernen Getränkewissenschaften vorangetrieben werden.
Der Forschungsneubau basiert auf dem von Präsident Wolfgang A. Herrmann initiierten Konzept vom 14. März 2008. Er sagte dazu: Mit dem Forschungsneubau setzt die TUM ihr internationales Markenprofil in der Brau- und Getränkewissenschaft in eine neue Zukunft fort. Die Forschungsprogrammatik führt die fachlichen Kernkompetenzen mehrerer Lehrstühle interdisziplinär zusammen, und sie nutzt das fruchtbare Umfeld der Lebensmittel- und Ernährungswissenschaften an der TUM School of Life Sciences. Das neue Zentrum hat den Zweck, naturwissenschaftliche und ingenieurwissenschaftliche Forschungskulturen an einer gemeinsamen Zielsetzung, dem Getränk als innovativem Lebensmittel, miteinander zu verbinden.
Die Nachfrage nach funktionellen, mit gesundheitsrelevanten Inhaltsstoffen angereicherten Getränken und Lebensmitteln ist die Herausforderung für die Forschung in diesem Zentrum, die so auch einer gesellschaftlichen Verantwortung gerecht wird.

## Lehrstühle und Projekte
Im neuen Gebäude arbeiten die Lehrstühle für Systemverfahrenstechnik und Technische Mikrobiologie sowie Forschergruppen des Lehrstuhls für Brau- und Getränketechnologie. Außerdem wird das Bavarian Biomolecular Mass Spectrometry Center (BayBioMS) hier seinen Platz finden, dessen Schwerpunkt die Protein- und Metabolitenanalytik bildet.
- Der Lehrstuhl für Brau- und Getränketechnologie (Prof. Thomas Becker) befasst sich mit der Entwicklung neuartiger malzbasierter Getränke.
- Der Lehrstuhl für Systemverfahrenstechnik (Prof. Heiko Briesen) erforscht rechnergestützte Modelle, mit denen sich die Prozesse in der Getränkeherstellung grundlegend darstellen lassen. In einem anderen Projekt analysieren Wissenschaftler die Filtrationsvorgänge bei der Bierherstellung.
- Professur für Cellular Agriculture (Prof. Marius Henkel)[2]
- Das BayBioMS (Bavarian Biomolecular Mass Spectrometry Center) im iGZW, geleitet von Prof. Bernhard Küster (Lehrstuhl für Proteomik und Bioanalytik) und Prof. Corinna Dawid (Lehrstuhl für Lebensmittelchemie und molekulare Sensorik)[3]. Mit massenspektrometrischen Analysen soll die molekulare Zusammensetzung von Getränken ermittelt und die Herstellungsverfahren überwacht werden. Wenn diese Stoffe bekannt sind, soll direkt Einfluss auf das Design der Getränke genommen werden.

## Teil einer Reform des Campus Weihenstephan
Der Forschungsneubau ist ein Ergebnis der seit 1998 existierenden Reformpolitik der TU München für ihren wichtigen lebenswissenschaftlichen Campus Weihenstephan. Diese Entwicklung hat nicht nur die moderne Zentralbibliothek ergeben, sondern auch den Neubau „Ernährungs- und Lebensmittelforschung“ und die Verlagerung der Lebensmittelchemie mitsamt Erweiterung um zwei Lehrstühle von Garching nach Weihenstephan. Einschließlich des „Hans Eisenmann-Zentrums für Agrarwissenschaften Weihenstephan“, das im Sommer 2013 eröffnet wurde, wurden in die Strukturreform rund 150 Millionen Euro an Infrastrukturmaßnahmen investiert.